# متلازمة شيهان
متلازمة شيهان، المعروفة أيضا باسم متلازمة سيموند، قصور الغدة النخامية بعد الولادة أو نخر الغدة النخامية بعد الولادة، هي قصور النخامية (انخفاض أداء الغدة النخامية)، والناجمة عن نخر نقص التروية الدماغية بسبب فقدان الدم وصدمة نقص حجم الدم أثناء الولادة وبعدها.

## العلامات والأعراض
سبب مختلف العلامات والأعراض في متلازمة شيهان هي الأضرار التي لحقت بالغدة النخامية، والتي تسبب انخفاضا في واحدة أو أكثر من الهرمونات تفرز عادة (انظر قسم الفيزيولوجيا المرضية). في متلازمة شيهان، واحد أو أكثر من هذه الهرمونات لا يمكن أن تؤدي وظائفهم، وبالتالي تنتج المشاكل التالية.
الأعراض الأولية الأكثر شيوعا لمتلازمة شيهان هي غياب الرضاعة أو صعوبات في الرضاعة. وكثير من النساء أيضا تقريرا انقطاع الحيض أو ندرة الطموث بعد الولادة. في بعض الحالات، تعاني المرأة من متلازمة شيهان قد تكون أعراض نسبيا ، ولا يمكن تشخيصها حتى بعد سنوات، مع ملامح قصور النخامية. تشمل هذه الميزات قصور الغدة الدرقية الثانوي وتعب، والحساسية الباردة، والإمساك، وزيادة الوزن، وفقدان الشعر وتباطؤ معدل ضربات القلب، وانخفاض ضغط الدم. وميزة أخرى هي قصور الكظر، والتي، في حالة مزمنة مشابه لمرض أديسون مع الأعراض بما في ذلك التعب، وفقدان الوزن، ونقص سكر الدم، فقر الدم ونقص صوديوم الدم. مثل هذه المرأة قد تتعرض لتفاقم حاد عندما يتعرض جسدها لضغوط، على سبيل المثال، بعد عدوى شديدة أو جراحة بعد سنوات من ولادتها، وهو ما يعادل حالة مع أزمة أديسون. ينبغي أن يتم التعامل مع أعراض الأزمة الكظرية فورا حيث يمكن أن تكون مهددة للحياة  نقص موجهة الغدد التناسلية غالبا ما سيسبب انقطاع الطمث، ندرة الطموث، الهبات الساخنة، أو انخفاض الرغبة الجنسية التي تهدد الحياة. يسبب نقص هرمون النمو العديد من الأعراض الغامضة بما في ذلك التعب وانخفاض كتلة العضلات .
قد تظهر متلازمة شيهان على غير مألوف بشكل حاد بعد الولادة، وذلك أساسا عن طريق نقص صوديوم الدم. وهناك العديد من الآليات المحتملة التي قد يسبب قصور النخامية بها إلى نقص صوديوم الدم، بما في ذلك انخفاض تصفية الماء الحر من قبل الغدة الدرقية، متلازمة إفراز الهرمون الغير مناسب المضاد لإدرار البول، وانخفاض تصفية الماء الحر عن نقص جلايكورتيكود (مستقلة عن الهرمون المضاد لإدرار البول). ومستوى البوتاسيوم في هذه الحالات أمر طبيعي، لأن إنتاج الغدة الكظرية الألدوستيرون لا يتوقف على الغدة النخامية. وكانت هناك أيضا حالات نقص السكر في الدم الحاد ، ويفترض من نقص الكورتيزول.

## الأسباب
هو من المضاعفات النادرة من الحمل، وعادة ما تحدث بعد فقدان الدم بصورة مفرطة. أيضا تخثر منتثر داخل الأوعية (أي في انسداد السائل السلوي أو أ أ ك أ ص) أن يكون عاملا في تطويره.

## فيزيولوجيا المرض
تضخم وتضخم خلايا البرولاكتين أثناء الحمل يؤدي إلى توسيع الغدة النخامية الأمامية، دون زيادة مقابلة في إمدادات الدم.
ثانيا، يتم امداد الغدة النخامية الأمامية بضغط منخفض من الجهاز الوريدي البابي.
نقاط الضعف هذه، عندما تتأثر بنزيف كبير أو انخفاض ضغط الدم خلال الفترة المحيطة بالولادة، يمكن أن يؤدي إلى نقص الأوكسجين في المناطق المتضررة من الغدة النخامية مما يؤدي إلى نخر.
عادة لا تتأثر الغدة النخامية الخلفية بسبب نقص إمدادات الشرياني المباشر.
وَجدت دراسة أجريت عام 1995 أن (56.2٪) من المرضى الذين يعانون من متلازمة شيهان شهدوا خسارة لجميع هرمونات الغدة النخامية (43.8٪ المتبقيين لديهم انتقائية قصور النخامية). ومع ذلك، من المحتمل لأن نمو الخلايا المفرزة للهرمون تقع في محيط الغدة النخامية (وبالتالي فهي على الأرجح أن تتأثر بنقص التروية)، وكان جميع المرضى يعانون من نقص هرمون النمو.